# The Mask of Dimitrios
The Mask of Dimitrios is een Amerikaanse film noir uit 1944 onder regie van Jean Negulesco. Destijds werd de film in Nederland uitgebracht onder de titel Het masker van Dimitrios.

## Verhaal
In 1938 spoelt een lijk aan in de buurt van Istanboel, dat wordt geïdentificeerd als de internationaal gezochte crimineel Dimitrios Makropoulos. Kolonel Haki van de Turkse politie vertelt het verhaal aan de Nederlandse auteur Cornelius Leyden. De schrijver raakt geboeid door de crimineel en wil diens verleden uitpluizen.

## Rolverdeling
| Acteur             | Personage             |
| ------------------ | --------------------- |
| Sydney Greenstreet | Mijnheer Peters       |
| Zachary Scott      | Dimitrios Makropoulos |
| Faye Emerson       | Irana Preveza         |
| Peter Lorre        | Cornelius Leyden      |
| Victor Francen     | Wladislaw Grudek      |
| Steven Geray       | Karel Bulic           |
| Florence Bates     | Elise Chavez          |
| Eduardo Ciannelli  | Marukakis             |
| Kurt Katch         | Kolonel Haki          |
| Marjorie Hoshelle  | Anna Bulic            |
| Georges Metaxa     | Hans Werner           |
| John Abbott        | Mijnheer Pappas       |
| Monte Blue         | Abdul Dhris           |
| David Hoffman      | Konrad                |